# Blackmail (film fra 1920)
Blackmail er en amerikansk stumfilm fra 1920 af Dallas M. Fitzgerald.

## Medvirkende
- Viola Dana som Flossie Golden
- Alfred Allen som Harry Golden
- Wyndham Standing som Richard Harding
- Edward Cecil som Larry
- Florence Turner som Lena